# Путівка в життя
«Путівка в життя» — радянський художній фільм про перевиховання безпритульних підлітків в перші роки радянської влади, заснований на досвіді підмосковної Болшевської трудової комуни. Перший радянський художній звуковий фільм. Прем'єра відбулася 1 червня 1931 року у знятому в оренду кіностудією «Межрабпомфільм» для кінотеатру «Колос» Великому залі Московської консерваторії. У 1932 році фільм заслужив нагороду I Міжнародного кінофестивалю у Венеції, після чого пройшов на екранах 107 країн світу і приніс міжнародну популярність радянському кінематографу. Куплений 26 країнами.

## Сюжет
У Москві орудує одна з численних зграй безпритульних — зграя Жигана. Хлопці, які зібралися у ній, давно живуть на вулиці. У грудні 1923 року силами міліції проведені облави, спіймані близько тисячі безпритульних. Майже всі вони були розподілені по дитячих будинках. Але є кілька десятків хлопців, які втікають з усіх дитячих будинків, в які їх направляють. В одного тільки Мустафи 8 втеч і 15 приводів. Невідомо, що з ними робити. З'являється рішення — віддати їх у виправний будинок, в'язницу для малолітніх. Сергєєв пропонує інший вихід: для таких створити трудову комуну. Хлопці будуть працювати столярами, шевцями, теслями, залишаючись вільними громадянами, вони будуть годувати себе самі. Але не злодійством, а працею. Добрі наміри, як завжди, були хороші лише в теорії. На практиці колишні безпритульні далеко не відразу стають чесними робітниками.

## У ролях
- Йиван Кирла —  Мустафа «Ферт»
- Михайло Джагофаров —  Колька «Свист», Микола Ребров
- Олександр Новиков —  Васька «Буза»
- Микола Баталов —  Микола Іванович Сергєєв, організатор трудової комуни ОГПУ для безпритульних
- Марія Антропова —  Марія Скрябіна, дитячий соціальний інспектор
- Михайло Жаров —  Фомка Жиган, ватажок зграї
- Марія Гонта —  Льолька «Мазіха»
- Володимир Весновський —  батько Кольки
- Регіна Янушкевич —  мати Кольки
- Микола Гладков —  Самгін, торговець-непман  (немає в титрах)
- Володимир Уральський —  завідувач розподільником диткомісії ВЦВК  (немає в титрах)
- Рина Зелена —  дівчина зі зграї Жигана  (немає в титрах)
- Глікерія Богданова-Чеснокова —  дівчина зі зграї Жигана  (немає в титрах, епізод був вирізаний, залишилися тільки загальні плани)
- Віктор Лазарев —  безпритульний  (немає в титрах)
- Георгій Жжонов —  безпритульний  (немає в титрах)
- Микола Романов —  безпритульний  (немає в титрах)
- Василь Качалов —  текст за кадром

## Знімальна група
- Автори сценарію: Микола Екк, Регіна Янушкевич, Олександр Столпер
- Режисер: Микола Екк
- Оператор: Василь Пронін
- Художники: Іван Степанов, А. Євмененко
- Звук: Євген Нестеров
- Композитор: Яків Столляр